# شیکاگو هایتس (ایلینوی)
شیکاگو هایتس، ایلینوی (به انگلیسی: Chicago Heights, Illinois) یک شهر در ایالات متحده آمریکا با جمعیت ۳۰٬۲۷۶ نفر است که در ایلی‌نوی واقع شده‌است.